# Wiorzyska
Wiorzyska (do 2012 Wiórzysko) – wieś w Polsce położona w województwie łódzkim, w powiecie poddębickim, w gminie Zadzim.
| SIMC    | Nazwa     | Rodzaj    |
| ------- | --------- | --------- |
| 0990132 | Suchy Las | część wsi |

Wieś wchodzi w skład sołectwa Żerniki.
W latach 1975–1998 miejscowość administracyjnie należała do województwa sieradzkiego.
W 2012 r. zmieniono urzędowo nazwę miejscowości z Wiórzysko na Wiorzyska.